# Tommaso Falcoia
Tommaso Falcoia (Nápoles, 13 de marzo de 1663 – Castellammare di Stabia, 20 de abril de 1743) fue un clérigo católico italiano, de la Congregación de los Píos Operarios, obispo de Castellammare di Stabia y cofundador de las monjas redentoristas.

## Biografía
Tommaso Falcoia nació en Nápoles (Italia el 13 de marzo de 1663. Entró en el Seminario de Santa Maria ai Monti de la Congregación de los Píos Operarios. Fue ordenado sacerdote el 28 de septiembre de 1687. En 1688, junto con Ludovico Sabbatini y Domenico Loth, fue enviado a fundar el primer convento de la congregación en Roma, en la iglesia de Santa Maria della Febbre. Sin embargo no les fue concedida esta iglesia y se establecieron en la basílica de Santa Balbina (1689). Se dedicó a la conversión de los judíos y a la predicación popular en el Lazio. El cardenal Marcantonio Barbarigo le pidió ayuda para predicar las misiones en Corneto y Montefiascone. Allí conoció a Lucía Filippini y le ayudó en la redacción de las primeras constituciones de las Maestras Pías Filipenses.
Enviado por el cardenal Pier Matteo Petrucci, Falcoia predicó en Jesi. Fue acusado de quietismo pero demostró su inocencia. Le nombraron párroco de San Lorenzo ai Monti en Roma. Allí tuvo como colaborador a Matteo Ripa, misionero en China, a quien apoyó en la controversia de los ritos chinos contra los jesuitas. Gracias a ello escribió y publicó La domanda del martirio. Falcoia regresó a Nápoles en 1709, fue nombrado procurador y, más tarde, prepósito general (1713). Al terminar su gobierno regresó a las misiones populares.
Tommaso Falcoia fundó la Compañía de Sacerdotes Diocesanos Auxiliares de los Párrocos en Marigliano. En sus misiones conoció a Maria Celeste Crostarosa y a Alfonso María de Ligorio. El 24 de julio de 1730 se graduó en filosofía y teología en la Universidad de la Sapienza y el 16 de agosto siguiente fue nombrado obispo de Castellammare di Stabia. Fue consagrado el 8 de octubre de ese mismo año por el cardenal Nicola Gaetano Spinola. Es considerado cofundador de las monjas redentoristas y jugó un papel importante en la fundación y formación de los padres redentoristas de San Alfonso María Ligorio.